# Huashan (köpinghuvudort i Kina, Jilin Sheng, lat 41,88, long 126,87)
Huashan är en köpinghuvudort i Kina. Den ligger i provinsen Jilin, i den nordöstra delen av landet, omkring 260 kilometer sydost om provinshuvudstaden Changchun. Antalet invånare är 5 791. Befolkningen består av 2 756 kvinnor och 3 035 män. Barn under 15 år utgör 11,0 %, vuxna 15-64 år 75 %, och äldre över 65 år 13,0 %.
Runt Huashan är det ganska tätbefolkat, med 60 invånare per kvadratkilometer. Närmaste större samhälle är Linjiang, 9,3 km söder om Huashan. I omgivningarna runt Huashan växer i huvudsak blandskog.
Genomsnittlig årsnederbörd är 1 081 millimeter. Den regnigaste månaden är juli, med i genomsnitt 326 mm nederbörd, och den torraste är januari, med 11 mm nederbörd.